# Savu (eiland)
Het kleine Indonesische eiland Savu is bekend onder verschillende namen: Savoe, Sawu, Sabu, Hawu. Het ligt ten zuiden van Flores, westelijk van Timor en ten zuidoosten van Sumba. Het heeft een oppervlakte van ongeveer 460 km². Het eiland maakt deel uit van de provincie Oost-Nusa Tenggara.

## Geschiedenis
De beroemde kapitein James Cook gebruikte het eiland in de achttiende eeuw als pleisterplaats om nieuwe voorraden in te slaan. Later werd het eiland bezocht door Portugese missionarissen, gevolgd door Nederlandse zendelingen. Het eiland is net als Sumba niet erg beïnvloed door de westerse levensstijl en kent evenals Sumba nog oude animistische gebruiken ("jingitui") als offeren en voorouderverering.

## Geografie
Het is een droog eiland (onder invloed van de hete winden van het Australisch continent) met weinig landbouw. Het landschap is onaangetast en omgeven door een prachtige heldere zee. Vanaf Kupang op Timor vertrekt tweemaal per week een boot naar Savu. Vanuit Savu vaart de boot door naar Waingapu op Sumba. Op Savu is weinig accommodatie voor reizigers.
Net ten zuidwesten van het Savunese hoofdeiland ligt op zes kilometer afstand het eiland Raijua, dat een apart onderdistrict van het regentschap Kupang vormt.

## Bevolking
Er wonen ongeveer 95.000 Savunezen op het eiland zelf, terwijl er ongeveer 15 a 25.000 in de loop der jaren zijn gemigreerd naar andere eilanden van de Indonesische archipel (1981).
Zo woonden er reeds in het begin van de twintigste eeuw Savunezen op Sumba in de buurt van Waingapu en Malolo. Ze hielden zich onder andere bezig met strand- en zeeroof. Andere plaatsen waar de Savunezen zich vestigden waren Ende op Flores en het gebied van Kupang op Timor.

## Taal
Men spreekt Savunees in meerdere dialecten zoals: Seba (Heba), Timu (Dimu), Liae, Mesara (Mehara) en Raijua (Raidjua).